# Bobby (film 2006)
Bobby (tytuł telewizyjny: Klątwa rodziny Kennedych) – film amerykański Emilio Esteveza z 2006 roku, będący fikcyjną rekonstrukcją kontekstu, w jakim dokonano w 1968 roku morderstwa na ówczesnym kandydacie demokratów na prezydenta USA Robercie „Bobbym” Kennedym.

## Obsada
| Aktor                   | Grana rola        |
| ----------------------- | ----------------- |
| Anthony Hopkins         | John Casey        |
| Demi Moore              | Virginia Fallon   |
| Sharon Stone            | Miriam Ebbers     |
| Elijah Wood             | William Avery     |
| Lindsay Lohan           | Diane Huber       |
| William H. Macy         | Paul Ebbers       |
| Freddy Rodríguez        | José Rojas        |
| Helen Hunt              | Samantha          |
| Mary Elizabeth Winstead | Susan Taylor      |
| Joshua Jackson          | Wade              |
| Christian Slater        | Timmons           |
| Laurence Fishburne      | Edward Robinson   |
| Nick Cannon             | Dwayne            |
| Emilio Estevez          | Tim Fallon        |
| Shia LaBeouf            | Jimmy             |
| Brian Geraghty          | Cooper            |
| Martin Sheen            | Jack              |
| Joy Bryant              | Patricia          |
| David Kobzantsev        | Sirhan Sirhan     |
| Heather Graham          | Angela            |
| Svetlana Metkina        | Lenka Janacek     |
| Harry Belafonte         | Nelson            |
| Jacob Vargas            | Miguel            |
| Ashton Kutcher          | Fisher            |
| Dave Fraunces           | Robert F. Kennedy |
| Spencer Garrett         | David Norak       |

## Nagrody i nominacje
Festiwal Filmowy w Wenecji
- Nominowany do nagrody Złotego Lwa, 2006 – Emilio Estevez
- Biografilm Award (nagroda za film biograficzny) – Emilio Estevez

Hollywood Film Festival
- Najlepsza obsada
- Najlepszy debiut żeński – Lindsay Lohan

Złote Globy
- Nominowany do nagrody Złoty Glob za najlepszy film fabularny
- Nominowany do nagrody Złoty Glob za najlepszą piosenkę: "Never Gonna Break My Faith" w wykonaniu Bryana Adamsa (Elliot Kennedy i Andrea Remanda).